# Home Alone 2: Lost in New York
Ở nhà một mình 2: Lạc ở New York (tựa tiếng Anh: Home Alone 2: Lost in New York) là một bộ phim hài của Mỹ sản xuất vào năm 1992. Bộ phim là phần tiếp theo của Ở nhà một mình (1990). Nội dung phim kể về cậu bé Kevin một lần nữa bị gia đình bỏ quên khi đi nghỉ mát ở Florida vì lên nhầm chuyến bay đi New York. Lần này cậu nhầm bố mình với người khác ở sân bay nên đã lên máy bay đi New York. Tại đây, cậu gặp lại hai tên trộm của năm trước và đã cho chúng một bài học.
Kịch bản phim được John Hughes hoàn thành vào tháng 2 năm 1991, sau khi ký hợp đồng với 20th Century Fox. Culkin được xác nhận trở lại phim vào tháng 5, và dàn diễn viên còn lại đã được hoàn thiện ngay sau đó. Bộ phim được khởi quay từ tháng 12 năm 1991 đến tháng 5 năm 1992 tại Illinois và New York, đặc biệt là tại Rockefeller Center và World Trade Center.
Home Alone 2: Lost in New York được ra rạp tại Hoa Kỳ vào ngày 20 tháng 11 năm 1992. Phim nhận được nhiều ý kiến trái chiều từ các nhà phê bình: nếu như diễn xuất trong phim được khen ngợi, thì lại có nhiều ý kiến chỉ trích về nội dung có phần u ám, bạo lực hơn, cũng như về việc có quá nhiều điểm tương đồng với bộ phim đầu tiên. Phim thu về hơn 359 triệu USD trên toàn thế giới, trở thành phim có doanh thu cao thứ ba trong năm 1992, sau The Bodyguard và Aladdin. Phần tiếp theo, Home Alone 3, được phát hành vào năm 1997.

## Nội dung
Gia đình McCallister chuẩn bị đón Giáng sinh ở Miami, và tụ họp tại nhà của Peter và Kate ở Chicago. Con trai út của họ, Kevin, không thích thú với ý tưởng nghỉ lễ tại Florida - vì lý do ở đó không có cây thông Noel.
Tại một cuộc thi của trường, trong khi Kevin đang biểu diễn, anh trai Buzz bày trò chọc ghẹo cậu nên bị Kevin đấm vào bụng, làm tất cả mọi người trên sân khấu ngã lăn. Khi về nhà, Kevin đã có những lời khiến gia đình tức giận.
Sáng hôm sau, Kevin ra sân bay để đi máy bay đến Florida cùng với gia đình. Nhưng lần này chỉ vì nhầm bố với người khác nên cậu đã lên nhầm máy bay đi New York. Đến nơi, Kevin quyết định dùng thẻ tín dụng của bố để đặt phòng trong khách sạn Plaza. Sau đó cậu đi xe đến cửa hàng đồ chơi Duncan. Tại đây, Kevin gặp lại Harry Lyme và Marv Merchants - hai tên trộm mà cậu từng chạm trán 2 năm về trước, vừa mới trốn thoát khỏi tù. Hai tên này đuổi theo, khiến Kevin phải chạy trốn vào khách sạn và bị người quản lý phát hiện thẻ tín dụng của cậu là đồ ăn cắp. Quản lý khách sạn dọa giao Kevin cho cảnh sát, khiến cậu bé hoảng sợ phải bỏ chạy trốn.
Tối hôm đó, Kevin đến nhà chú Rob nhưng không có ai ở nhà. Trong lúc lang thang trong công viên, cậu tình cờ gặp gỡ và kết thân với một bà già nuôi chim bồ câu (Lady Bird). Hai người cùng đi đến Carnegie Hall; tại đây, bà cụ giải thích với Kevin cuộc sống của bà đã sụp đổ như thế nào khi người yêu rời bỏ bà. Kevin khuyến khích bà học cách tin tưởng mọi người một lần nữa. Sau khi nghe lời khuyên của bà về việc nên thực hiện một hành động tốt để bù đắp cho những hành vi sai trái của mình, cậu quyết định lên kế hoạch ngăn cản âm mưu cướp cửa hàng đồ chơi của Harry và Marv.
Quay lại nhà của chú Rob, Kevin bắt đầu đặt bẫy tại đó để phục kích hai tên trộm, nhưng bị chúng bắt ở ngoài đường sau khi trượt chân trên một lớp băng. Nhờ sự giúp đỡ của bà già nuôi chim, cậu bé đã chạy thoát thành công. Cảnh sát sau đó đến áp giải hai tên trộm đi.
Kevin gặp lại mẹ tại cây thông Noel ở Rockfeller Center và đoàn tụ với gia đình. Cả nhà ngủ lại tại khách sạn Plaza đêm đó. Sáng ngày Giáng sinh, cả nhà tỉnh dậy và nhận thấy có rất nhiều quà cho họ trong phòng. Buzz và ông Peter sốc khi nhận được hóa đơn từ khách sạn, cho thấy Kevin đã tiêu 967,43 đô la tiền phục vụ.

## Nhân vật

### Chính
- Kevin
- Ông Peter, bố Kevin
- Bà Kate, mẹ Kevin
- Bác Frank
- Dì Leslie
- Buzz, anh trai Kevin
- Harry, tên cầm đầu băng trộm
- Marv, đồng bọn băng trộm

### Phụ
- Bà già nuôi chim
- Quản lý khách sạn
- Ông Duncan, Chủ cửa hàng đồ chơi Duncan

## Diễn viên
- Macaulay Culkin vai Kevin McCallister
- Joe Pesci vai Harry Lyme
- Daniel Stern vai Marv Merchants
- Catherine O'Hara vai Kate McCallister
- John Heard vai Peter McCallister
- Devin Ratray vai Buzz McCallister
- Hillary Wolf vai Megan McCallister
- Maureen Elisabeth Shay vai Linnie McCallister
- Michael C. Maronna vai Jeff McCallister
- Gerry Bamman vai Frank McCallister
- Terrie Snell vai Leslie McCallister
- Jedidiah Cohen vai Rob McCallister
- Senta Moses vai Tracy McCallister
- Daiana Campeanu vai Sondra McCallister
- Kieran Culkin vai Fuller McCallister
- Anna Slotky vai Brooke McCallister
- Tim Curry vai Ông Hector
- Brenda Fricker vai Bà già nuôi chim
- Eddie Bracken vai E. F. Duncan
- Dana Ivey vai Nhân viên bàn giấy
- Rob Schneider vai Cedric
- Donald Trump vai Người đàn ông trong khách sạn

## Sản xuất
Tháng 2 năm 1991, Los Angeles Times đưa tin John Hughes sẽ ký hợp đồng với 20th Century Fox - bao gồm dự án phần tiếp theo của Home Alone. Tháng 5 năm 1991, Culkin được trả 4,5 triệu đô la cộng với 5 phần trăm tổng doanh thu của bộ phim để xuất hiện trong phần phim tiếp theo, so với 110.000 đô la của phần gốc. Kinh phí sản xuất là 28 triệu đô la.
Bộ phim được khởi quay trong 144 ngày, từ ngày 9 tháng 12 năm 1991 đến ngày 1 tháng 5 năm 1992, với Winnetka, Illinois; Sân bay Quốc tế O'Hare ở Chicago; Evanston, Illinois; và Thành phố New York là những địa điểm được lựa chọn để ghi hình. Theo đạo diễn Chris Columbus, Donald Trump - chủ sở hữu khách sạn Plaza vào thời điểm đó - đã cho phép đoàn phim quay những cảnh ở sảnh khách sạn để đổi lấy một vai khách mời trong phim. Columbus dự định loại bỏ cảnh phim có Trump, nhưng quyết định giữ lại sau khi nhóm khán giả thử nghiệm đã có phản ứng tích cực khi Trump xuất hiện. Bản thân Culkin sau đó đã tán thành một bản kiến nghị chỉnh sửa vai khách mời của Trump trong phim vào năm 2021, khi anh trả lời một tweet yêu cầu thay thế Trump bằng một phiên bản già hơn của Culkin.

## Âm nhạc
John Williams đã trở lại soạn nhạc cho Home Alone 2. Ngoài bản nhạc chủ đề của bộ phim đầu tiên "Somewhere in My Memory", bộ phim cũng được bổ sung bài hát chủ đề riêng mang tên "Christmas Star". Hai album nhạc phim được phát hành vào ngày 20 tháng 11 năm 1992, trong đó một album có phần hát của Williams và album còn lại gồm các bài hát Giáng sinh đương đại trong phim. Mười năm sau, phiên bản Deluxe 2 được phát hành.

### Nhạc phim
1. "All Alone On Christmas" (4:14) (Darlene Love)
2. "A Holly Jolly Christmas" (2:14) (Alan Jackson)
3. "Somewhere In My Memory" (3:58) (Bette Midler, soạn nhạc bởi John Williams, viết lời bởi Leslie Bricusse)
4. "My Christmas Tree" (2:35) (Home Alone Children's Choir)
5. "Sleigh Ride" (3:44) (TLC)
6. "Silver Bells" (4:15) (Atlantic Starr)
7. "Merry Christmas, Merry Christmas" (2:40) (John Williams)
8. "Jingle Bell Rock" (2:09) (Bobby Helms)
9. "It's The Most Wonderful Time Of The Year" (2:33) (Andy Williams)
10. "Cool Jerk (Christmas Mix)" (2:39) (The Capitols)
11. "It's Beginning To Look A Lot Like Christmas" (2:14) (Johnny Mathis)
12. "Christmas Star" (3:16) (John Williams)
13. "O Come All Ye Faithful" (3:26) (Lisa Fischer)
14. Somewhere In My Memory (3:49)
15. Home Alone (2:01)
16. We Overslept Again (2:46)
17. Christmas Star (3:18)
18. Arrival In New York (1:41)
19. Plaza Hotel And Duncan's Toy Store (3:45)
20. Concierge And Race To The Room (2:04)
21. Star Of Bethlehem (3:28)
22. The Thieves Return (4:35)
23. Appearance Of Pigeon Lady (3:19)
24. Christmas At Carnegie Hall (O Come All Ye Faithful / O Little Town Of Bethlehem / Silent Night) (5:02)
25. Into The Park (3:49)
26. Haunted Brownstone (3:01)
27. Christmas Star And Preparing The Trap (4:17)
28. To The Plaza Presto (3:22)
29. Reunion At Rockefeller Center (2:36)
30. Kevin's Booby Traps (3:41)
31. Finale (3:55)
32. Merry Christmas, Merry Christmas (2:51)

### Album nhạc nền
Đĩa 1
1. Home Alone (Main Title) (2:07)
2. This Year's Wish (1:47)
3. We Overslept Again / Holiday Flight (3:19)
4. Separate Vacations (1:58)
5. Arrival in New York (2:59)
6. The Thieves Return (3:28)
7. Plaza Hotel (3:04)
8. Concierge (1:31)
9. Distant Goodnights (Christmas Star) (viết lời bởi Leslie Bricusse) (2:05)
10. A Day in the City (:59)
11. Duncan's Toy Store (2:41)
12. Turtle Doves (1:29)
13. To the Plaza, Presto (3:27)
14. Race to the Room / Hot Pursuit (4:08)
15. Haunted Brownstone (3:02)
16. Appearance of the Pigeon Lady (3:21)
17. Christmas at Carnegie Hall (5:15) O Come, All Ye Faithful / O Little Town of Bethlehem / Silent Night

Đĩa 2
1. Christmas Star - Preparing the Trap (viết lời bởi Leslie Bricusse) (4:22)
2. Another Christmas in the Trenches (2:33)
3. Running Through Town (1:16)
4. Luring the Thieves (4:02)
5. Kevin's Booby Traps (7:23)
6. Down the Rope / Into the Park (5:06)
7. Reunion at Rockefeller Center / It's Christmas (5:21)
8. Finale (2:00)
9. We Wish You a Merry Christmas (nhạc truyền thống) và Merry Christmas, Merry Christmas (viết lời bởi Leslie Bricusse) (2:51)
10. End Title (1:32)
11. Holiday Flight (alternate) (2:32)
12. Suite from "Angels with Filthy Souls II" (:56)
13. Somewhere in My Memory (viết lời bởi Leslie Bricusse) (3:57)
14. Star of Bethlehem (viết lời bởi Leslie Bricusse) (3:32)
15. Christmas Star (viết lời bởi Leslie Bricusse) (3:23)
16. Merry Christmas, Merry Christmas (ban nhạc) (2:23)

## Phát hành
Bộ phim được Fox Video phát hành lần đầu trên VHS và LaserDisc vào ngày 27 tháng 7 năm 1993. Sau đó, phim được phát hành trên DVD vào ngày 5 tháng 10 năm 1999, trên Blu-ray vào ngày 6 tháng 10 năm 2009, và được phát hành cùng với Home Alone trong một bộ sưu tập vào ngày 5 tháng 10 năm 2010. Phim được phát hành lại trên DVD và Blu-ray vào ngày 6 tháng 10 năm 2015 , cùng với tất cả năm bộ phim trong series Home Alone, mang tên Home Alone: 25 Anniversary Ultimate Collector's Christmas Edition.
Máy ghi âm băng cassette Talkboy được Tiger Electronics sản xuất như một phụ kiện cho bộ phim - dựa trên các thông số kỹ thuật do John Hughes và hãng phim cung cấp. Sản phẩm đặc biệt bán chạy sau khi bộ phim được phát hành trên mạng video gia đình. Các đối tác quảng cáo khác bao gồm American Airlines, Công ty Coca-Cola, Jack in the Box, Hardee's và Roy Rogers Restaurants.

## Đón nhận

### Doanh thu
Home Alone 2 mở màn với kỷ lục tháng 11 - với doanh thu $ 31,1 triệu từ 2.222 rạp. Mặc dù khởi đầu tốt hơn so với Ở nhà một mình - thu về 100 triệu đô la trong 24 ngày so với 33 ngày của bản gốc - nhưng tổng doanh thu phòng vé cuối cùng lại thấp hơn với 173,6 triệu đô la ở Hoa Kỳ - Canada và tổng cộng 359 triệu đô la trên toàn thế giới, thấp hơn so với tổng doanh thu 476 đô la triệu cho bộ phim đầu tiên. Bộ phim được phát hành tại Vương quốc Anh vào ngày 11 tháng 12 năm 1992, và đứng đầu doanh thu phòng vé vào cuối tuần đó. Home Alone 2 trở thành phim có doanh thu cao thứ ba ra mắt năm 1992, sau The Bodyguard và Aladdin. Ở Hoa Kỳ và Canada, phim có doanh thu cao hơn The Bodyguard và xếp vị trí thứ hai.

### Đánh giá
Theo trang web tổng hợp phê bình Rotten Tomatoes, đánh giá tích cực cho bộ phim chiếm tỷ lệ 34% dựa trên 56 bài phê bình, với điểm đánh giá trung bình là 4,5 / 10. Theo Metacritic, điểm số đánh giá phim ở mức 46/100 dựa trên ý kiến của 22 nhà phê bình. Khảo sát của CinemaScore cho thấy khán giả cho bộ phim điểm trung bình là "A–" trên thang điểm A + đến F.
Roger Ebert của Chicago Sun-Times cho bộ phim điểm 2 trên 4 sao và tuyên bố rằng "Cảnh bạo lực chỉ thực sự gây cười trong phim hoạt hình. Việc chuyển đổi từ hoạt hình sang live-action nhìn chung đều thất bại, bởi vì khi các nhân vật bằng xương bằng thịt va chạm vào mặt đường, ta gần như có thể nghe thấy tiếng xương kêu, và điều đó thật không vui nhộn chút nào." Dave Kehr của Chicago Tribune đánh giá Home Alone 2 "giống như một phiên bản thô tục, tự nhại lại của bản gốc - trong đó, các yếu tố giả tưởng trở nên thô tục và vật chất hơn, tình cảm phản trắc và hung hãn hơn, và các cảnh bạo lực thậm chí trở nên sống động và khủng khiếp hơn." Ông tiếp tục chỉ trích bạo lực trong phim rằng "Thay vì gây cười, các cảnh bạo lực lại gây ra phản ứng đồng cảm và kinh ngạc nơi khán giả, ngay cả đối với trẻ em. Những thứ tưởng như vui vẻ lại thực sự vô cùng tàn nhẫn, tập trung không lành mạnh vào sự đau khổ của nạn nhân."

## Phần tiếp theo
Phần tiếp theo, Home Alone 3, được ra mắt vào năm 1997 - với dàn diễn viên hoàn toàn  mới. Hai bộ phim truyền hình - Home Alone 4: Taking Back the House và Home Alone: The Holiday Heist - lần lượt được phát sóng vào năm 2002 và 2012.
Home Alone 2 được Todd Strasser chuyển thể thành tiểu thuyết và xuất bản bởi Scholastic vào năm 1992 - trùng với thời điểm ra mắt bộ phim. Một phiên bản sách nói cũng được phát hành bởi Tim Curry - diễn viên đóng vai nhân viên quản lý khách sạn trong phim.